# Jacob Kiplimo
Jacob Kiplimo (Bukwo, 14 de novembro de 2000) é um atleta ugandense, medalhista olímpico.
Kiplimo é o atleta olímpico mais jovem da Uganda. Nos Jogos Olímpicos de Verão de 2020, conquistou a medalha de bronze na prova de dez mil metros masculino com o tempo de 27:43.88. Em 21 de novembro de 2021, venceu a Meia Maratona de Lisboa com o tempo de 0:57:31, o recorde do mundo da distância.
Em 17 de julho de 2022, ficou em terceiro lugar na final dos dez mil metros no Campeonato Mundial de Atletismo em Eugene. Em 18 de fevereiro de 2023, obteve o ouro no Mundial de Cross Country realizado em Bathurst.